# 陳王廷
陳王廷（生卒年不詳），又作皇廷、黃庭、王庭，字奏庭，河南焦作人，祖籍山西晉城，陳家溝第九世，明末清初人。

## 生平
明末崇禎五年(公元1632年) 曾任 「鄉兵守備」。明末武庠生。陳王庭在明亡後，隱居家鄉，讀書自娛，忙時耕田，閒時「造拳」，以戚繼光「拳經三十二勢」長拳，加上道教「黃庭經」中的導引、吐納之術而成。陳家溝世代相傳之長拳，原有七套。為長拳一套共五路，分十三勢頭，二，三，四，五套路，砲捶一套，及老式洪拳一套。陳王庭創造了雙人推手和雙手沾桿的練習。此後，形成了陳家溝練拳的風氣。陳氏長拳之一路長拳，据近代武术史研究者唐豪推断此乃太極拳之拳路種子，但此说与传统的“张三丰创拳说”不同，故在学界与武术界一直有争议。